# زیر بازارچه (مجموعه تلویزیونی ۱۳۷۷)
زیر بازارچه نام یک مجموعه تلویزیونی ایرانی به کارگردانی «رضا ژیان» است که در زمستان ۱۳۷۷ ساخته شد و در نوروز ۱۳۷۸ از شبکه ۲ پخش گردید.

## خلاصه داستان
داستان‌های این مجموعه نمایشی، حکایت کسبه و اهالی باصفای کوچه‌بازارهای قدیم تهران است که در غم و شادی یکدیگر شریک بودند.

## بازیگران و عوامل تولید

### بازیگران ثابت
- رضا ژیان در نقش «قهوه‌چی»
- مرتضی ضرابی در نقش «شاگرد قهوه‌چی»
- مرتضی احمدی در نقش «کبابی»
- اسماعیل محرابی در نقش «پسر کبابی»
- سیروس گرجستانی در نقش «فرش فروش»
- اکبر رحمتی در نقش «سلمانی»
- فرهاد اصلانی در نقش «شاگرد عطاری»
- مرشد ولی‌الله ترابی سفیدآبی در نقش «مرشد»
- سیروس ابراهیم‌زاده
- اکبر عبدی
- افسانه بایگان
- مینا لاکانی
- عنایت‌الله بخشی
- محمود جعفری
- نعمت‌الله گرجی
- اکبر دودکار
- محمدعلی ورشوچی
- اسماعیل پوررضا

### بازیگران مهمان
- مهری ودادیان
- پروین سلیمانی
- رقیه چهره‌آزاد
- حسین کسبیان
- فاطمه طاهری
- محسن حاجیلو
- محمدعلی حیدری

### عوامل تولید
- کارگردان هنری: رضا ژیان
- کارگردان تلویزیونی: افشین اربابی
- نویسندگان: حمید جبلی، ایرج طهماسب، محمدعلی حیدری
- بر اساس طرحی از: رضا ژیان، حمید جبلی، محمد پوستی
- مدیر فیلمبرداری: زین‌الدین علامه
- تصویربردار: امیر احمدپور
- طراح صحنه و لباس: مجید میرفخرایی
- طراح چهره‌پردازی: مهرداد شکرابی
- طراح نور: فرهاد مافی
- تدوین: افشین اربابی
- منشی صحنه: آلاله هاشمی
- مسئول صدا: مهدی آزادی، مازیار شیخ محبوب
- صداگذاری و میکس: حبیب ده‌بزرگی
- مدیر تولید: شاهین اربابی
- تهیه‌کننده و مجری طرح: محمد پوستی
- خوانندۀ تیتراژ: مرتضی احمدی
- موسیقی: فردین خلعتبری
- دستیار لباس: احمد میرکیانی
- اجرای صحنه: احمد رجبی
- دستیاران صحنه: فرهاد عزیزی، مجید رجبی، حسین نیازی
- دستیارتصویر: طوفان فتوکیان
- تنظیم فنی دوربین:محمد رضا روشن قیاس
- عکس: فاطمه جقه، محمد ژیان
- اجرای چهره پردازی: ناهید طلوعی، ایمان امیدواری، علی موسوی
- دستیاران نور: علیرضا مجتهدزاده، علی جوهری
- مدیران تدارکات: فرخ روح‌افزا، علیرضا یوسفی
- تدارکات: بهمن میرزایی، حمید سبزی، مجید طالبی، عباس نعمتی، منصور رضایی
- حمل و نقل: امانی، غلامی، رنجبر
- مشاور پروژه: فرید شب‌خیز
- امور مالی: کاظم‌نیا
- هماهنگی: فاطمه اسماعیلی
- دستیاران صدا: الکساندر آوانسیان، امیر رسولی
- برنامه‌ریز: نکویی
- تعداد قسمتها: ۱۴ قسمت (هر قسمت ۵۰ دقیقه)
- محصول: گروه فیلم و سریال شبکه ۲
- سال تولید: زمستان ۱۳۷۷
- سال پخش: نوروز ۱۳۷۸